# Impianto chimico

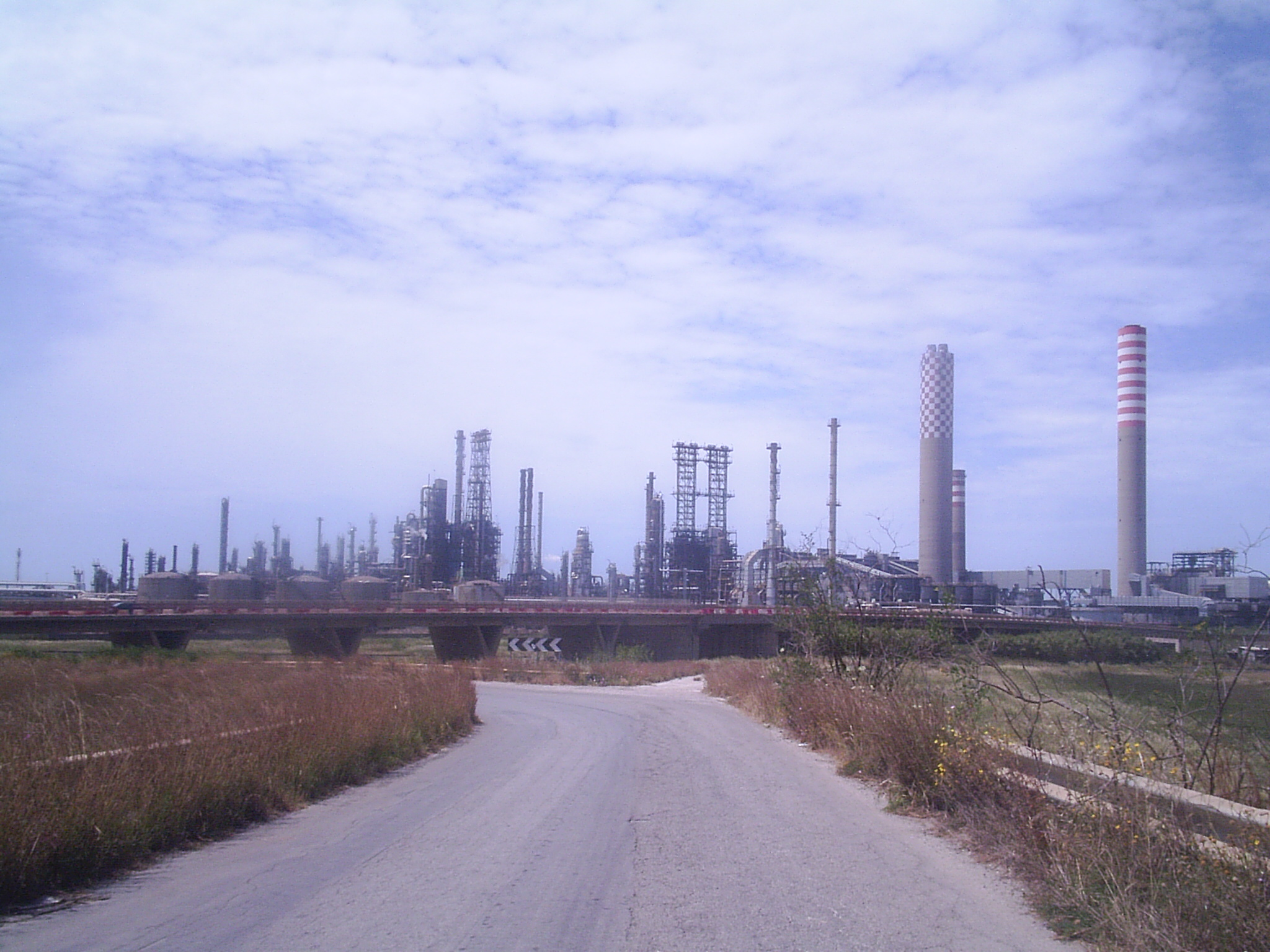
Veduta di una parte dell'impianto petrolchimico di Gela (CL).

Un impianto chimico è un impianto di produzione industriale per il trattamento di sostanze chimiche, in genere in larga scala. Gli impianti chimici utilizzano per lo svolgimento del processo specifiche apparecchiature e tecnologie, che sono comunque presenti anche in altri tipi di settori industriali, come nell'industria farmaceutica, alimentare, raffinerie di petrolio, impianti biochimici, centrali elettriche e in impianti di trattamento delle acque reflue.

## Tipologie di impianti chimici

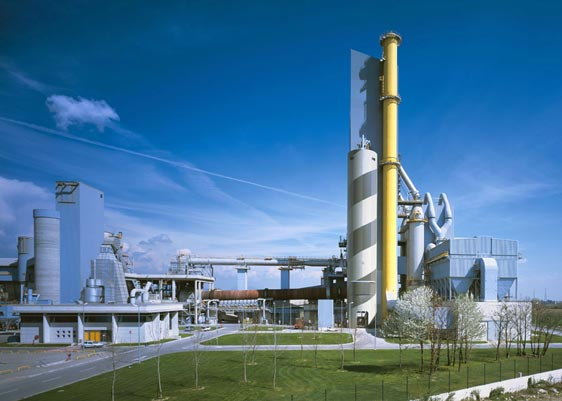
Cementificio a Calusco d'Adda (BG).

Tra le varie tipologie di impianti chimici si annoverano:
- impianti petrolchimici: utilizzano il grezzo e i suoi derivati come materie prime; sono in genere costruiti nei pressi delle raffinerie di petrolio, in modo da minimizzare i costi di trasporto del grezzo;
- cementifici: per la produzione di cemento;
- impianti di trattamento delle acque reflue;
- impianti di potabilizzazione dell'acqua;
- impianti farmaceutici;
- impianti alimentari.

## Processi chimici
I processi chimici sono dei metodi dettagliati per produrre composti chimici su scala industriale. Il medesimo processo chimico può essere sfruttato da più di un impianto chimico con capacità di produzione differenti, oppure lo stesso impianto chimico può fare uso di più processi chimici. All'interno del complesso di un processo chimico sono individuabili varie tappe, i processi unitari e le operazioni unitarie che si svolgono all'interno delle apparecchiature di cui l'impianto chimico è composto.
Le materie prime che vengono immesse all'interno del processo chimico al fine di essere convertite in prodotto prendono il nome di "alimentazione". Il termine alimentazione viene anche utilizzato in senso più generico per individuare le correnti che vengono introdotte in una particolare unità dell'impianto chimico. Le correnti che escono dall'intero impianto chimico costituiscono il prodotto finale, mentre le correnti in uscita da ciascuna unità sono da considerarsi dei prodotti intermedi.
In una visione più ampia, quelli che sono i prodotti finali di un impianto chimico possono fungere da intermedi di un processo chimico che si svolga in più impianti chimici. Ad esempio, alcuni prodotti di una raffineria di grezzo possono essere impiegati come materie prime in impianti petrolchimici.
Le materie prime e i prodotti finali possono essere composti chimici puri o in miscela. I gradi di purezza di queste miscele, ovvero le concentrazioni dei componenti che li compongono, possono essere obbligati da vincoli di tipo economico oppure guidati da specifiche di progetto. In genere l'aspetto economico e l'aspetto qualitativo sono antagonisti.

## Apparecchiature
Un impianto chimico può essere pensato come l'insieme di più apparecchiature, entro le quali viene condotto l'intero processo, suddiviso in più operazioni elementari, chiamate operazioni unitarie (dall'inglese unit, col significato di apparecchiatura o unità), assimilabili a scambi di materia, scambi di calore, e/o scambi di quantità di moto.
Un impianto chimico è suddiviso in tante sezioni, chiamate "unità" o "apparecchiature", che sono interconnesse tra loro da un sistema di tubature e condotte (in inglese piping) o altre apparecchiature per la movimentazione di correnti materiali (per esempio, nastri trasportatori per i solidi). Queste correnti materiali possono essere fluidi, liquidi, solidi, o miscele multifase (per esempio slurry, cioè miscele solido-liquido ad alto contenuto di solido).
Ogni tipo di operazione unitaria può essere condotta in vari tipi di unità, scelte in base alle condizioni operative richieste, alla facilità di manutenzione, le sostanze chimiche trattate, i costi dell'apparecchiatura, ed altri fattori considerati in sede progettuale.

## Fasi di realizzazione
La realizzazione di un impianto chimico avviene attraverso le seguenti fasi:
- Studio di fattibilità, svolto dal committente.
- Basic design, svolto dal process licensor.
- Engineering, svolto dal contractor, rappresentato da una società di ingegneria e costruzione.
- Procurement, svolto tra contractor e vendor.
- Costruzione dell'impianto, svolto da contractor e subcontractor.
- Avviamento dell'impianto, a cui partecipano il committente, il licensor e il contractor.
- Esercizio, ad opera del committente.

Inoltre dopo un certo tempo di esercizio è possibile svolgere azioni di revamping per eliminare eventuali "colli di bottiglia", per adeguamento alle norme, per aumentare la sicurezza dell'impianto, per ottenere un controllo più efficiente o per ridurre i costi di esercizio.

### Studio di fattibilità
Lo studio di fattibilità consiste in una stima di massima delle prestazioni dell'impianto, al fine di stabilire in quale misura l'impianto raggiunge gli obiettivi per il quale dovrebbe essere costruito. In genere tale obiettivo è l'ottenimento di un profitto.
Dopo avere individuato i prodotti che si vogliono ottenere dall'impianto, si stima la produzione annua di tale prodotto, il prezzo di vendita del prodotto, il costo dei reagenti, delle apparecchiature e altri costi associati all'impianto. Si valuta quindi la redditività dell'impianto, facendo uso di opportuni indici di redditività (ad esempio il ROI).

### Basic design
Il basic design è l'insieme di informazioni (comprendenti schemi di processo, bilanci di materia e di energia, specifiche di apparecchiature, ecc.) adattati alla potenzialità e alle dimensioni di un nuovo impianto. Questi documenti sono sviluppati da un process licensor o da una società che possiede una specifica competenza nel processo in esame e costituiscono la base per la progettazione di processo e per la successiva attività di progettazione esecutiva (engineering) di un impianto.

### Procurement
Il procurement (approvvigionamenti) è la fase della realizzazione di un impianto chimico che comprende la scelta, l'acquisto, la fabbricazione, l'ispezione, il collaudo e il trasporto in cantiere delle apparecchiature e dei materiali necessari alla costruzione di un impianto.

### Costruzione dell'impianto

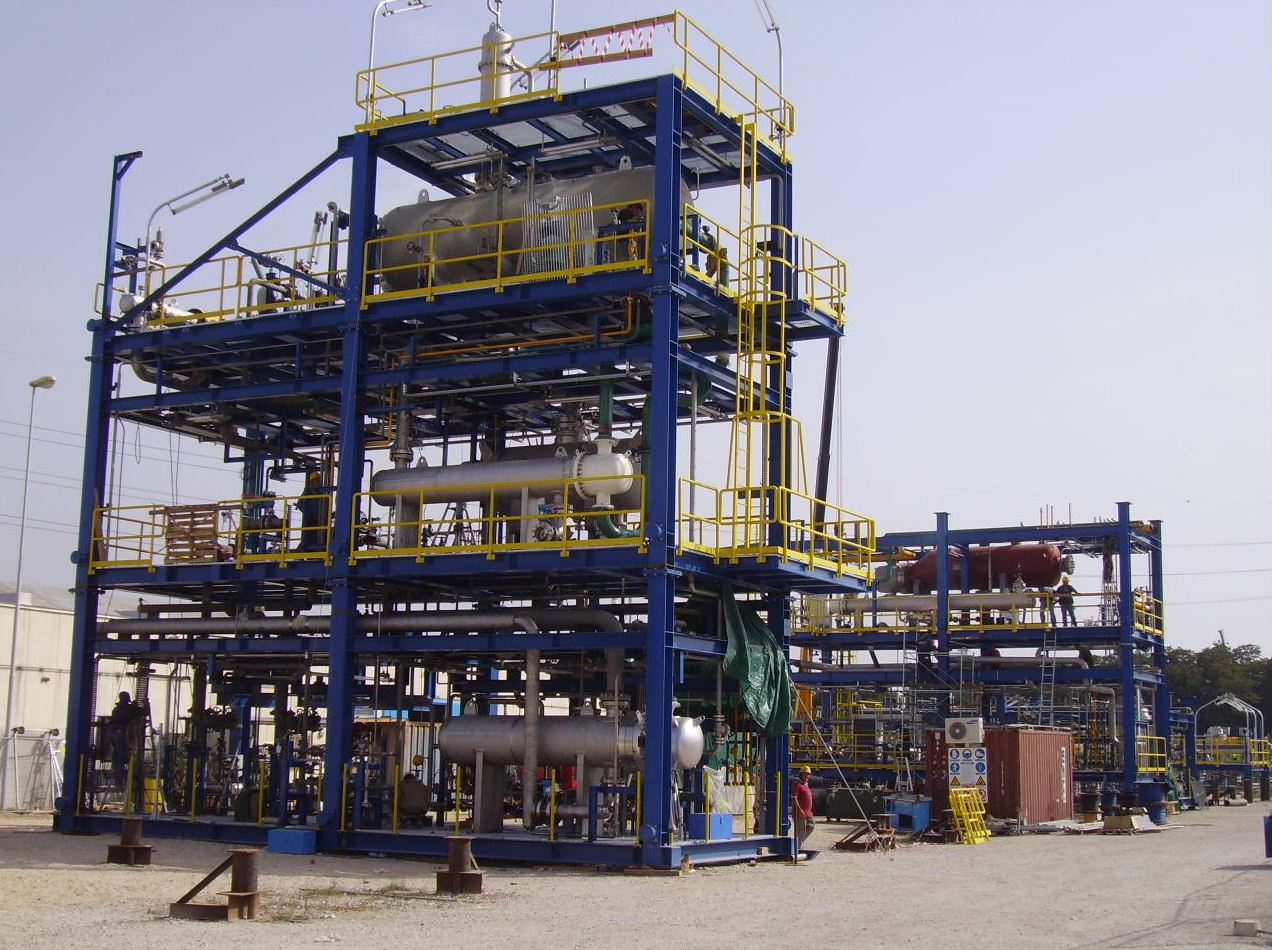
Impianto chimico in fase di costruzione.

### Avviamento
L'avviamento è l'insieme di attività che è necessario sviluppare per mettere in produzione un impianto chimico. Tali attività sono precedute da una serie di attività preparatorie ("precommissioning" e "commissioning"), che vanno dall'introduzione della carica alle marce di prova ("performance tests") e comprendono la passivazione del catalizzatore (quando richiesta) e il progressivo raggiungimento delle condizioni operative previste dal processo e delle specifiche del prodotto, e quindi della potenzialità di progetto dell'impianto e infine l'allineamento delle variabili operative e la messa in servizio del sistema di controllo.